# Alegia
Alegia település Spanyolországban, Gipuzkoa tartományban. Alegia Altzo, Amezketa, Ikaztegieta és Tolosa községekkel határos. Lakosainak száma 1812 fő (2024).

## Népesség
A település lakosságának változását az alábbi diagram mutatja:
| Lakosok száma | 1606 | 1659 | 1671 | 1733 | 1778 | 1744 | 1730 | 1722 | 1762 | 1812 |
|               | 2001 | 2004 | 2006 | 2009 | 2011 | 2014 | 2016 | 2019 | 2021 | 2024 |